# 506国道
506国道（或“国道506线”、“G506线”、“集本线”、“G506”），是在辽宁以东、吉林以南地区的一条国道，起点为吉林省通化市集安市大路镇，终点为辽宁省本溪市明山区新明街道，全程313公里，经过辽宁、吉林两个省份。
G506非原有国道，是在合并辽宁省本桓线（原305省道）、木通线（原201省道）一部以及吉林省凉挂线（原311省道）而成。

## 里程表
| 城市（区）名       | 距起点距离 |
| 吉林省通化市       | 0          |
| 辽宁省本溪市桓仁县 | 15         |
| 辽宁省本溪市本溪县 | 167        |
| 辽宁省本溪市明山区 | 253        |

## 曾用名与在用名

### 集安市
凉挂线

### 本溪市桓仁县
本桓线（公路）、木通线、长江大街

### 本溪市本溪县
本桓公路、张家堡街

### 本溪市明山区
本桓公路、水洞路

## 改造规划

### 三架岭段改造
2016年10月17日，作为PPP项目的集本线（本桓线）三架岭隧道及引线改建工程开工建设，老三架岭隧道（上行）始建于上世纪70年代，由于受当时技术条件制约，该隧道不仅狭窄，而且没有排水设施，洞内成中间高两头低，通行能力低下，行车状况极差。虽然经过多次改造，加装照明等设施，但没有解决根本问题，排水设施的修建也致使该隧道仅能一排车道通行。每到节假日期间，这条隧道都会成为最拥堵地段。为彻底解决这一瓶颈问题，市交通运输局决定实施三架岭隧道及引线改建工程，并将其列为我市2016年重点交通建设项目。
工程全长2.26公里，建设标准为一级公路，设计时速60公里/小时。主要工程量包含新建新三架岭隧道1座1030米，小桥1座14米，涵洞2道，估算总投资8363万元，预计2017年年底建成投入使用。
2017年8月31日上午10时，集本线（本桓线）三架岭隧道顺利实现贯通，据辽宁五洲公路工程有限责任公司负责人介绍，预计9月28日可实现临时通车，提升“十一黄金周”期间本桓公路的通行效率和交通承载能力。
2018年7月16日正式通车。

### 集本线规划
新三架岭隧道工程完毕后，即将S305（本桓线）全线、S201（木通线）桦尖子至挂牌岭段统一更名为G506（集本线），并与吉林侧G506桩号对接
其价值在于打通一条连接 本溪-桓仁-集安 的快速通道

### 凤鸣段改造
2016年3月24日，本溪市交通局到辽宁省交通厅汇报通天沟隧道、凤鸣隧道项目方案及前期论证事宜，同年投入建设，但工程进展缓慢。
2019年4月25日，作为桓仁县大交通工程建设项目之一的集本线凤鸣隧道复工，该隧道隶属于G506（集本线）荒沟甸子至鹤大线（G201）线绕城公路建设项目之一，隧道全长2737米，内高5米，宽10.5米，已完成该项目95%左右，正在进行电路安装、路面铺设等工作，预计本年10月1日之前正式通车。
2019年12月2日上午上午十点，随着通行指示灯的亮起，隧道正式进入了通行状态。

### 八盘岭段改造
为有效解决集本线八盘岭隧道（下行）衬砌接缝漏水、路面破损以及隧道净空、净高、引线线性指标不满足一级公路等交通瓶颈问题，改善行车环境，促进区域经济增长，市发改委审批立项对八盘岭隧道（下行）进行改建，该项目总投资20215.5万元，全线3.036公里，预计工期为28个月。

改建工程路线全长3.14公里，其中隧道长1.935公里，引线长1.205公里。与既有上行线隧道通过1处车行横洞和4处人行横洞连通。全线采用一级公路标准建设，设计速度60公里/小时；隧道建筑限界宽10.5米，高5.0米；车行横洞建筑限界宽5.0米，高5.0米；人行横洞建筑限界宽2.0米、高2.5米。分离式路基宽度11.25米，整体式路基宽度21.5米；其他技术指标按照《公路工程技术标准》（JTG B01-2014）执行。